# María Fernanda Murillo
María Fernanda Murillo Duarte (* 21. Januar 1999 in Turbo) ist eine kolumbianische Leichtathletin, die sich auf den Hochsprung spezialisiert hat und in dieser Disziplin aktuell Inhaberin des Landesrekordes ist. Zudem siegte sie 2018 bei den Südamerikaspielen und wurde 2017 und 2019 Südamerikameisterin.

## Sportliche Laufbahn
Erste internationale Erfahrungen sammelte María Fernanda Murillo im Jahr 2014, als sie bei den Jugendsüdamerikameisterschaften in Cali mit übersprungenen 1,78 m die Goldmedaille gewann. Im Jahr darauf startete sie bei den Jugendweltmeisterschaften ebendort, verpasste dort aber mit 1,77 m den Finaleinzug. 2016 belegte sie bei den U20-Weltmeisterschaften in Bydgoszcz mit 1,83 m den neunten Platz und gewann anschließend bei den U23-Südamerikameisterschaften in Lima mit einer Höhe von 1,76 m die Bronzemedaille hinter der Uruguayerin Lorena Aires und Julia Cristina Silva aus Brasilien. Dann siegte sie mit 1,85 m bei den U18-Südamerikameisterschaften in Concordia. 2017 siegte sie dann mit 1,78 m bei den U20-Südamerikameisterschaften in Leonora und gewann dort mit der kolumbianischen 4-mal-100-Meter-Staffel in 47,33 s die Silbermedaille. Anschließend siegte sie bei den Südamerikameisterschaften in Luque mit einem Sprung über 1,82 m und siegte dann mit 1,85 m bei den U20-Panamerikameisterschaften in Trujillo. Ende November siegte sie dann auch bei den Juegos Bolivarianos im heimischen Santa Marta mit 1,78 m. Im Jahr darauf nahm sie erstmals an den Südamerikaspielen in Cochabamba teil und siegte dort mit übersprungenen 1,90 m. Anschließend gewann sie bei den U20-Weltmeisterschaften in Tampere mit derselben Höhe die Bronzemedaille und siegte dann mit 1,84 m bei den Ibero-Amerikanischen Meisterschaften in Trujillo und gewann bei den Zentralamerika- und Karibikspielen (CAC) in Barranquilla mit einer Höhe von 1,86 m die Bronzemedaille hinter Levern Spencer aus St. Lucia und der Mexikanerin Ximena Esquivel. Ende September siegte sie dann mit 1,80 m bei den U23-Südamerikameisterschaften in Cuenca.
2019 verteidigte sie bei den Südamerikameisterschaften in Lima mit 1,90 m ihren Titel und zuvor verbesserte sie den kolumbianischen Landesrekord in Medellín auf 1,94 m. Im August startete sie bei den Panamerikanischen Spielen in Lima und klassierte sich dort mit 1,79 m auf dem neunten Platz und dann verpasste sie bei den Weltmeisterschaften in Doha mit 1,85 m den Finaleinzug. Nach einer zweijährigen Wettkampfpause gewann sie 2022 bei den Juegos Bolivarianos in Valledupar mit 1,78 m die Bronzemedaille hinter ihrer Landsfrau Jennifer Rodríguez und Marysabel Senyu aus der Dominikanischen Republik. Im Jahr darauf startete sie im Siebenkampf bei den Südamerikameisterschaften in São Paulo und gewann dort mit 5229 Punkten die Bronzemedaille hinter ihrer Landsfrau Martha Araújo und Tamara de Sousa aus Brasilien.
In den Jahren 2016, 2017 und 2022 wurde Murillo kolumbianische Meisterin im Hochsprung.

## Persönliche Bestleistungen
- Hochsprung: 1,94 m, 1. Mai 2019 in Medellín (kolumbianischer Rekord)
- Siebenkampf: 5229 Punkte, 30. Juli 2023 in São Paulo